# Kantarellvaxskivling
Kantarellvaxskivling (Hygrocybe cantharellus) är en svamp som tillhör familjen Hygrophoraceae. Den lever saprotrofiskt på marken, ibland i vitmossor (Sphagnum), i fattiga gräsmarker, vägkanter, dikeskanter, gräshedar och enbuskar, ibland i torvmossar, på våt till torr näringsfattig torv-, sand- och lerjord. Den producerar fruktkroppar från augusti till november.

## Namngivning och klassificering
Kantarellvaxskivling är en svampart som först beskrevs av Ludwig David von Schweinitz. År 1991 fick arten sitt nuvarande namn av William Alphonso Murrill.
Kantarellvaxskivling ingår i släktet Hygrocybe och familjen Hygrophoraceae. Arten är reproducerande i Sverige. Det finns inga underarter listade i Catalogue of Life.

## Egenskaper

### Hatt
Hatten har en diameter på 1–3 cm. Formen är konvex hos unga exemplar och platt hos äldre exemplar, eller konkav i mitten, eller till och med trattformad. Hattbrättet förblir krökt länge och på äldre exemplar är det ofta räfflat. Ytan är torr, glabrös eller finskalig (särskilt i mitten). Färgen varierar från gul-orange till scharlakansrött.

### Lameller
Lamellerna sluttar tydligt mot stammen. De är gula, ibland orange, vanligtvis något ljusare än hatten.

### Stål
Stjälken har en längd på 2–6 cm och en tjocklek på 0,2–0,3 cm. Stjälken är smal, jämn eller avsmalnande till basen, spröd, till en början kompakt, sedan ihålig. Ytan är torr och slät, gul-orange-röd till färgen, gulaktig eller vitaktig vid basen.

### Lukt och smak
Köttet är mört, gult till röd-orange, mycket tunt i hatten, särskilt i kanten. Ingen tydlig lukt, mild smak.

### Sportryck
Sporavtrycket är vitt.

### Mikroskopiska egenskaper
Sporerna är elliptiska eller nästan cylindriska, släta, färglösa i kaliumhydroxid (KOH), inamyloida och mäter 9–12 × 5–6 μm. Basidierna är 35-45 μm långa med fyra sterigmata. Inga cystidier förekommer. Hyferna är parallella i den lamellära traman.

## Bilder

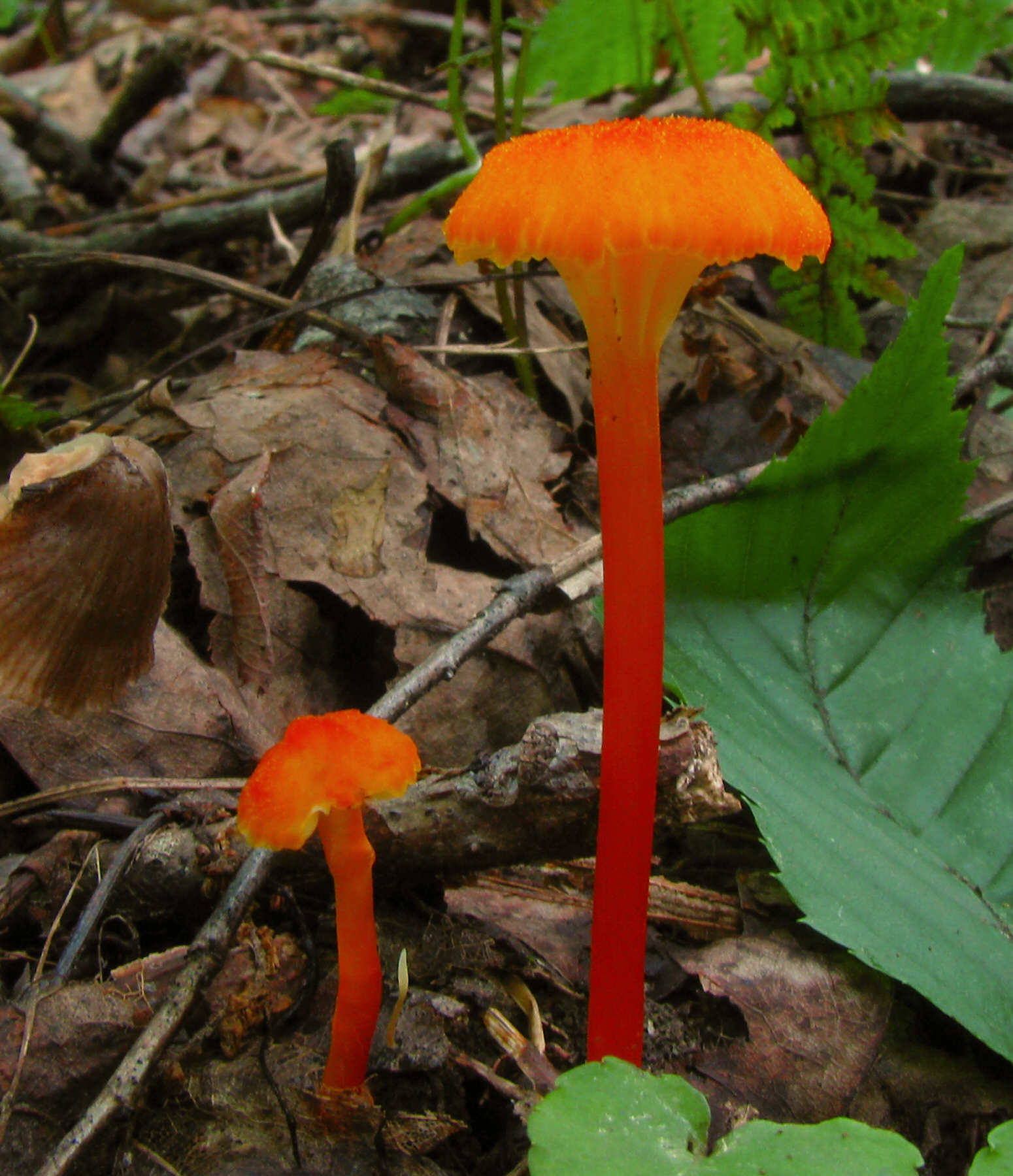
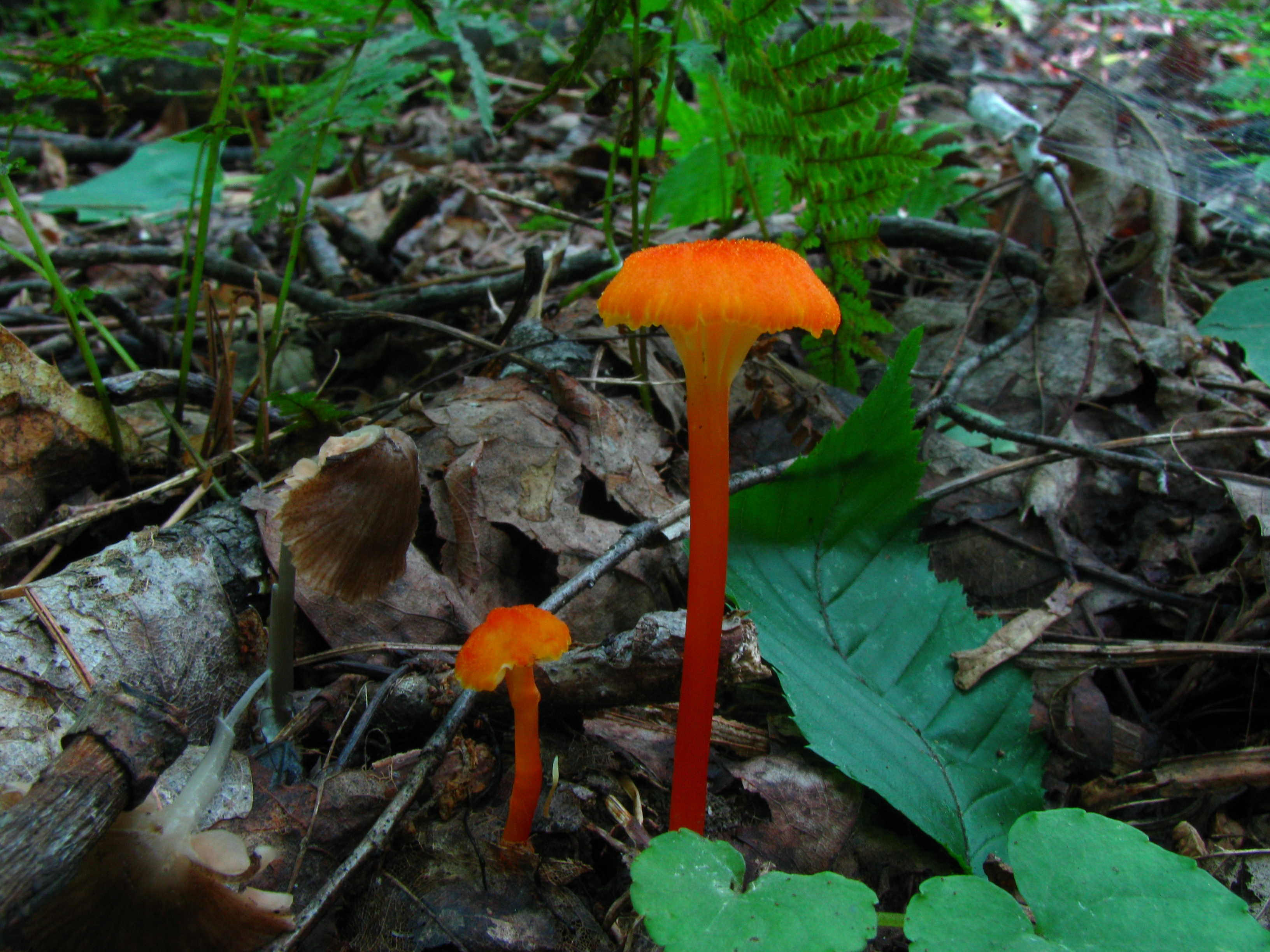
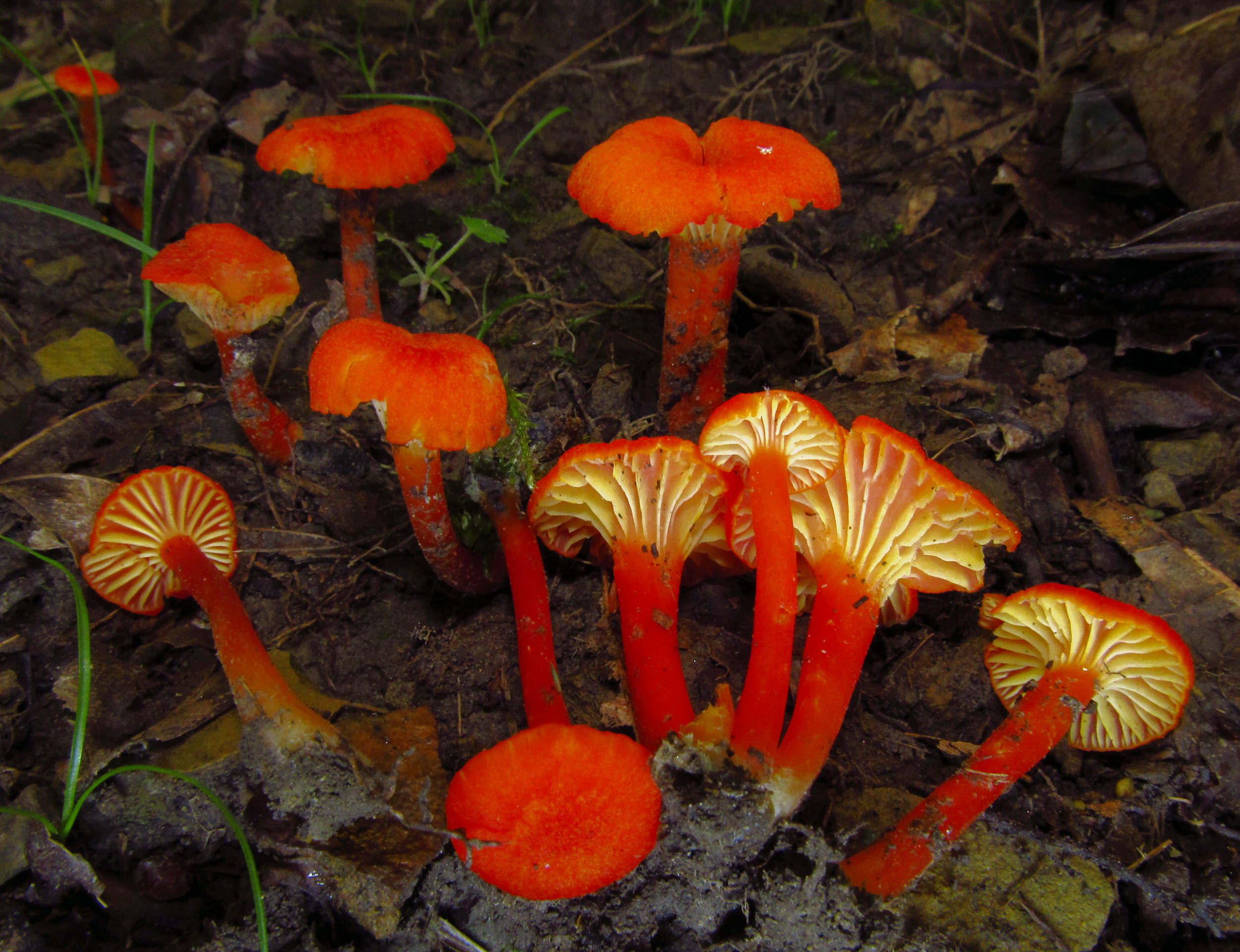
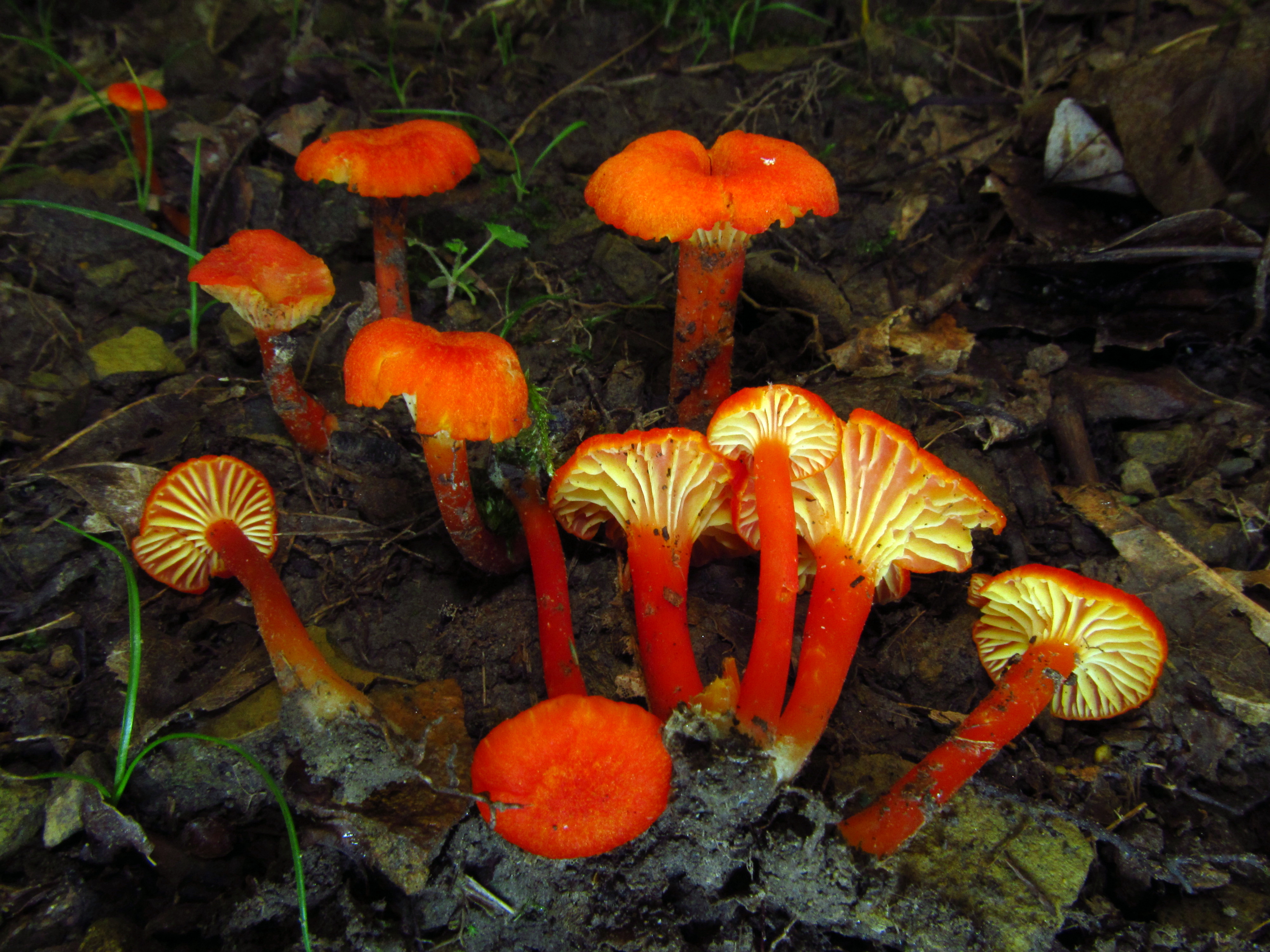
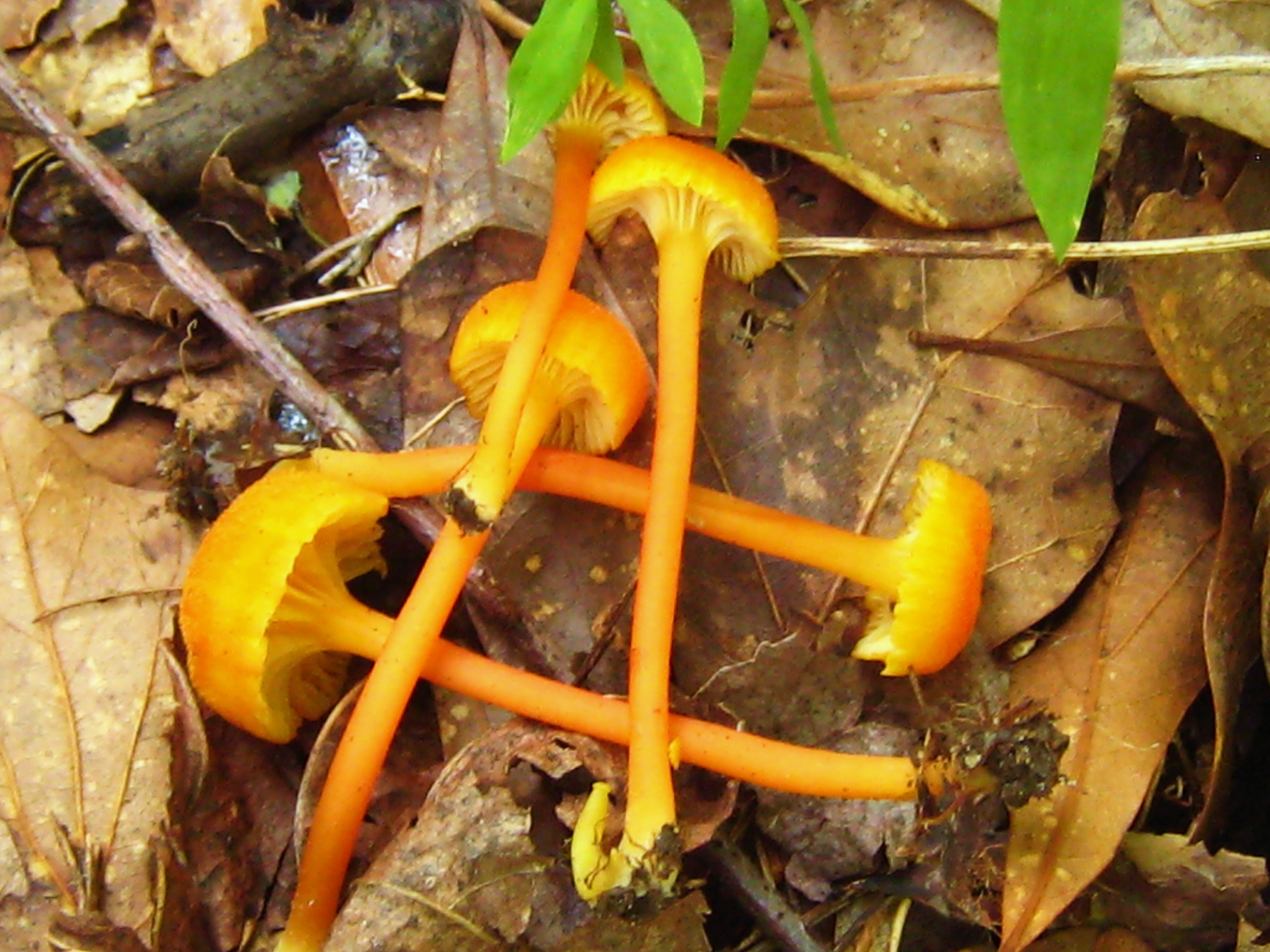
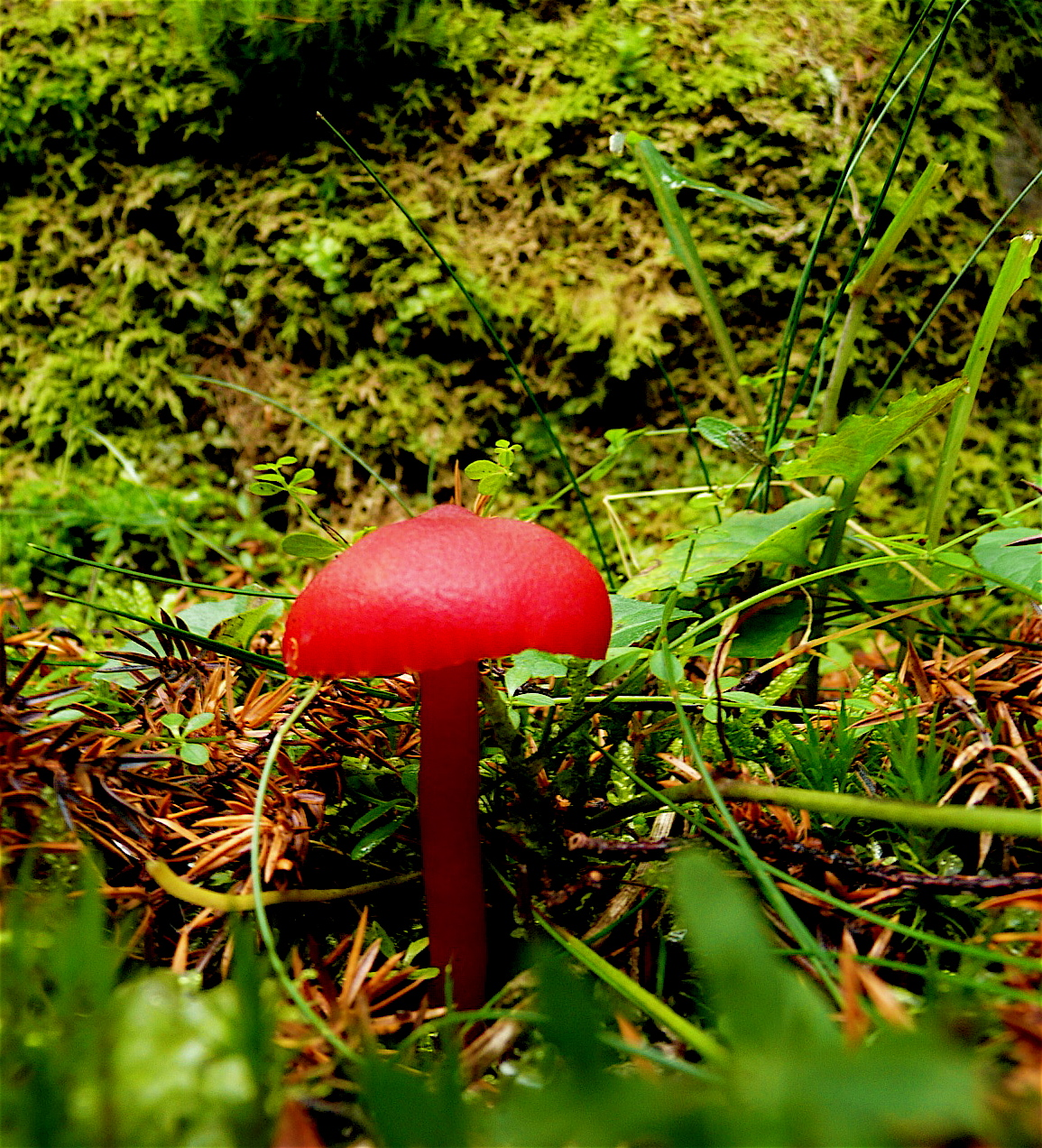